# 通航一覧
通航一覧（つうこういちらん）は、林復斎により編集された日本の歴史書（外交史料集）。
江戸幕府の命により大学頭林復斎らが編纂した1566年（永禄9年）から1825年（文政8年）ごろまでの対外関係史料集（350巻）。1853年（嘉永6年）の復斎による序文があり、このころに完成されたと考えられている。
国別・年代順に配列、『異国日記』などを含み、蝦夷地関係は第7－8「魯西亜国部」に含む。活字翻刻本は東京の国書刊行会から1912年（明治45年）より1913年（大正2年）にかけて8分冊で刊行された。
ところが時を同じくして、黒船来航のことがあり、文政以後の外交資料の整理が必要となった。このため、復斎の長男である林鶯渓と復斎の片腕として『通航一覧』編纂に参加した宮崎成身を中心として『通航一覧続輯』（152巻）が編纂され、1856年（安政3年）に完成した。活字翻刻本は東京の清文堂から1968年（昭和43年）より1972年（昭和47年）にかけて5分冊で刊行された。